# Schelto van Heemstra (1879-1960)
Schelto baron van Heemstra (Hillegom, 5 december 1879 – Arnhem, 26 maart 1960) was een Nederlands commissaris van de Koningin.

## Loopbaan
Hij was de zoon van een antirevolutionair Tweede Kamerlid, die na een loopbaan in het bedrijfsleven zonder veel bestuurlijke ervaring in 1925 commissaris der Koningin in Gelderland werd. Hij zette zich zowel als commissaris als nadien sterk in voor het cultuur- en natuurbehoud in Gelderland. Tijdens de oorlog bleef hij op zijn post, hoewel het verzet er bij hem op aandrong af te treden. Van Heemstra werd na de oorlog op non-actief gezet en kreeg in 1946 eervol ontslag. Hij was een godsdienstig man met een zakelijke instelling. In 1957 ontving hij van prins Bernhard een Zilveren Anjer.
Hij was de zoon van Tweede Kamerlid Schelto van Heemstra, de vader van zowel de diplomaat Schelto van Heemstra als de burgemeester Jan Matthieu Henri van Heemstra en de grootvader van diplomaat Schelte van Heemstra. Zijn naam leeft voort in de langste doorgaande weg in Nederland met één straatnaam: de Van Heemstraweg.
- Biografisch Portaal: 62433396
- Parlement.com: vg09llz7vkz7